# Adenolobus
Adenolobus es un género de árboles de la subfamilia Caesalpinioideae de la familia de las fabáceas. Es originario del sur de África.

## Taxonomía
El género fue descrito por (Harvey ex Benth. & Hook.f.) Torre & Hillc. y publicado en Boletim da Sociedade Broteriana, sér. 2 29: 37. 1956.  La especie tipo es: Adenolobus garipensis (E.Mey.) Torre & Hillc.

## Especies aceptadas
A continuación se brinda un listado de las especies del género Adenolobus aceptadas hasta julio de 2014, ordenadas alfabéticamente. Para cada una se indica el nombre binomial seguido del autor, abreviado según las convenciones y usos.	 
- Adenolobus garipensis (E.Mey.) Torre & Hillc.
- Adenolobus pechuelii (Kuntze) Torre & Hillc.
  - Adenolobus pechuelii subsp. mossamedensis (Torre & Hillc.) Brummitt & J.H
  - Adenolobus pechuelii subsp. pechuelii (Kuntze) Torre & Hill
- Adenolobus rufescens (Lam.) Schmitz[3]